# Phylloicus angustior
Phylloicus angustior är en nattsländeart som beskrevs av Georg Ulmer 1905. Phylloicus angustior ingår i släktet Phylloicus och familjen Calamoceratidae. Inga underarter finns listade i Catalogue of Life.